# رعنا فرحان
رعنا فَرحان، خواننده ایرانی در سبک موسیقی جاز و بلوز است. پس از اتمام تحصیل در دانشگاه تهران در سال ۱۹۸۹ در ۳۱ سالگی از ایران راهی آمریکا شد و اکنون مقیم نیویورک است.

## فعالیت هنری
رعنا فرحان با استفاده از اشعار کلاسیک ایران و موسیقی جاز و بلوز آمریکا توانسته است سبک جدیدی را در موسیقی ایرانی پدیدآورد و توجه خیلی‌ها را جلب کند. وجود عناصر موسیقی غربی در موسیقی معاصر ایران چیز تازه‌ای نیست ولی ترکیب بلوز و جاز با زبان فارسی با تکنیک آوار محکم و صدای جاافتادهٔ او، چه برای شنوندگان فارسی‌زبان یا خارجی شگفت‌انگیز و نو است.
او آلبوم‌های بازآمدم و آرزوی تو را با همکاری استیون تاوب آهنگساز و گیتاریست چیره‌دست آمریکایی منتشر کرده است.
جنیفر لیتون منتقد آمریکایی (از ایندی میوزیک دات کام) صدای او را مطلقاً زیبا، فریبنده و مرموز توصیف می‌کند: صدای این خواننده ایرانی کولاک را آب می‌کند.
فعالیت هنری او تنها در موسیقی خلاصه نمی‌شود. سنگ و رنگ را هم در تابلوهای نقاشی‌اش هم می‌آمیزد، مینیاتور کار می‌کند، روی اشیا آرت‌دکو (هنر تزئینی) کار می‌کند.

## آلبوم‌شناسی
- ۲۰۰۵ - بلوز دم می‌کشه
- ۲۰۰۷ - بازآمدم
- ۲۰۰۹ - آرزوی تو
- ۲۰۱۱ - ماه و سنگ
- ۲۰۱۴ - بولوار عطار[۵]
- ۲۰۱۸ - گفتگوی عشق[۶]